# La Main leste
La Main leste est une comédie-vaudeville en 1 acte d'Eugène Labiche, représentée pour la 1re fois à Paris au Théâtre des Bouffes-Parisiens le 6 septembre 1867.
- Collaborateur Édouard Martin.
- Editions Dentu.

## Argument
Monsieur Legrainard est propriétaire d'une fabrique de fleurs artificielles, dont il a confié la direction à sa fille Céline. Un jour, après le déjeuner, Madame Legrainard doit se rendre à la préfecture : la veille, quelqu'un ayant profité de l'obscurité de l'omnibus lui a volé son sac et lui a caressé les pieds, ce à quoi elle a répondu en lui donnant un soufflet ! Pendant son absence arrive Madame de Pontmêlé, fidèle cliente de la boutique, qui se rend dans l'atelier pour essayer plusieurs modèles de coiffes. Puis entre Régalas, un jeune peintre : celui-ci rapporte le sac de Madame Legrainard, mais demande raison du soufflet qu'elle lui a donné. Pour cela, il exige un baiser de Madame Legrainard ou un duel avec son mari. Mais lorsqu'il rencontre Céline, Régalas en tombe fou amoureux…

## Quelques répliques
Mme Legrainard : As-tu bientôt fini de prendre ton café ?

Legrainard : Un moment, il est trop chaud

Mme Legrainard : Alors pourquoi le demandes-tu toujours bouillant ?

Legrainard : Pour le laisser refroidir, j'aspire l'arôme…

## Distribution
| Acteurs et actrices ayant créé les rôles |                                     |
| Personnage                               | Acteur ou actrice                   |
| Ernest Régalas                           | M. Charles Pérey, Charles Houres    |
| Legrainard                               | M. Monbars, Ismaël Edouard Mazaaz   |
| Mme Legrainard                           | Mme Thierret, Sarah Agouri          |
| Céline, sa fille                         | Mme Dambricourt, Aurélie Davanzo    |
| Mme de Pontmêlé                          | Mme Moina Clément, Yasmine Laraichi |